# Proust et la peinture
Cet article présente la relation de Marcel Proust à la peinture (en tant qu'art pictural). Écrivain français du XIXe siècle et du XXe siècle, il était amateur d'art, passion qu'il a transmise dans son œuvre littéraire. Issu d'une famille aisée et cultivée, il reçoit une éducation polyvalente, allant de l'art à la médecine, en passant par les classiques de la littérature. D'un milieu bourgeois, il fréquente les salons parisiens où il côtoie ses contemporains artistes et écrivains, comme Pablo Picasso ou Anatole France. Ses inspirations et influences se retrouvent dans À la recherche du temps perdu, sa fresque romanesque en 7 tomes et œuvre la plus connue. Ainsi, l'intrigue de La Recherche est ponctuée de nombreux moments de contemplation ou de références à des œuvres d'art réelles ou fictives, chères à l'inspiration et à l'écriture proustiennes.

## Proust et l'art pictural
Dans la littérature fictionnelle, les références à la peinture sont rarement gratuites. Elles peuvent aider l'auteur à produire un discours, à asseoir son message, ou agir directement sur la narration. En effet, dans la Recherche, les œuvres picturales sont systématiquement mises en résonance avec une expérience vécue par les personnages (l’art oriente, par exemple, l’amour que porte Swann à Odette).
Le scénario du livre étant conté à la première personne, donc par un narrateur interne, toute l'histoire est vue par le prisme de sa conscience. Ainsi les toiles citées et décrites sont toujours considérées par ce prisme subjectif, qui filtre le réel. Et c'est là ce qui caractérise notamment la référence picturale proustienne. L’art permet de transfigurer le réel, de le sublimer et parfois de le comprendre d’une manière inédite et inattendue. De plus, Proust propose un véritable dialogue entre les deux disciplines : plutôt que de produire de pures descriptions d’œuvres d’art détachées de leur contexte, il les emploie afin d’offrir un discours enrichi, éclairé sur le réel. De la même manière, le réel des expériences vécues peut faire référence à l’art.
De même façon que l'art est un médiateur pour le réel, le personnage de Swann apparaît comme un médiateur pour le narrateur ; c’est en effet à travers lui qu’apparaissent les premières impressions et références artistiques. Il forme en quelque sorte le regard du narrateur sur l’art et par conséquent sur sa vie. C'est ainsi que le narrateur développe un point de vue réflexif sur des moments de sa vie, que l’art lui permet de comprendre ou d’analyser a posteriori.
Dans les passages suivants, sur l’art pictural au sein de La Recherche, ces éléments sont particulièrement visibles, et particulièrement observés sous un éclairage stylistique. En effet, Marcel Proust avait notamment un réel intérêt pour la peinture italienne, et sa façon de l'intégrer à sa propre œuvre est particulièrement signifiante.

### La fille de cuisine et la Charité de Giotto

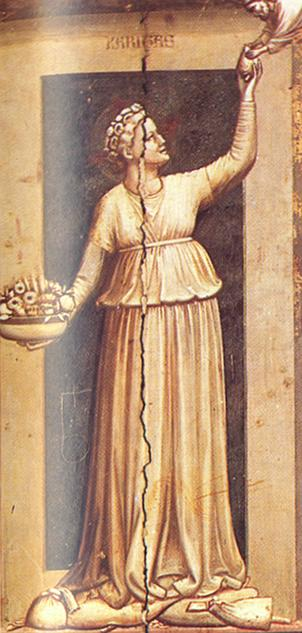
La Charité de Giotto.

On trouve un exemple de référence à l’art pictural italien dans le tome 1 Du côté de chez Swann. Le narrateur se remémore le quotidien de son enfance à Combray et la narration s’attarde sur un personnage secondaire qui serait resté en arrière-plan sans l’intervention d’une référence à l’art pictural par le narrateur. Il s’agit de la fille de cuisine commise à Combray, un personnage secondaire et figure interchangeable. Elle est une fonction incarnée dans par des corps successifs plus qu’une identité. Celle dont il est question dans ce passage se distingue par son état particulier comme le souligne le narrateur : elle est enceinte et assimilée par Swann à la Charité de Giotto, une des allégories composant la fresque des Vices et Vertus de l'Église de l'Arena de Padoue. Giotto est un peintre italien du XIVe siècle connu pour ses fresques de l’art chrétien dans divers monuments d’Italie. Les Vices et Vertus sont représentés par des allégories au sein de fresques relatant des épisodes de la vie du Christ.

« La fille de cuisine était une personne morale, une institution permanente à qui des attributions invariables assuraient une sorte de continuité et d'identité, à travers la succession des formes passagères en lesquelles elle s'incarnait: car nous n'eûmes jamais la même deux ans de suite »

— Marcel Proust, Du côté de chez Swann, p. 145, Folio classique
Dans cette phrase introductrice du personnage et de sa référence artistique, Proust emploie l'imparfait afin de la fixer dans une temporalité narrative de second plan, de plus l'article défini, appelant un référent universel, annonce la dimension incarnée de cette jeune femme. Dès son entrée, la fille de cuisine est réduite à sa fonction comme l'indique le complément du nom « de cuisine » qui la rattache physiquement et socialement à un emploi. Elle est institutionnalisée et devient l'incarnation d'une idée. Or une allégorie est la représentation d'une idée abstraite, d'une notion morale par une image ou un récit où souvent les éléments représentants correspondent aux éléments de l'idée représentée.
La fille de cuisine est déshumanisée parce qu'elle est une fonction plus qu'une identité, elle est matérialisable par sa permanence dans le temps plutôt que reconnaissable par des caractéristiques identitaires. On trouve notamment l'isotopie de la permanence et l'imparfait qui participent à cette incarnation temporelle.
Swann est un personnage important dans la vie du narrateur : il est une sorte de modèle, allant jusqu’à cristalliser la narration dans Un amour de Swann écrit à la troisième personne. Il est un grand amateur d’art car celui-ci lui permet de transcender sa vie et sa réalité. Par exemple, l’amour qu’il éprouve pour Odette n’est motivé que par la sublimation qu’opère l’art sur sa personne. Ainsi, Swann forme le regard du narrateur à l’art ; c’est lui qui lui remet les miniatures des Vices et Vertus de Giotto, et c’est aussi lui qui le premier parle de la fille de cuisine en ces termes « la Charité de Giotto ».
L'allégorisation de la fille de cuisine se fait grâce aux constructions analogiques qui l'assimilent à la Charité de Giotto, elle-même figure allégorique: « de même que l'image de cette fille était accrue par le symbole ajouté qu'elle portait dans son ventre » ; « de même c'est sans paraître s'en douter que la ménagère [...] ». On peut observer un parallélisme de construction dans cette phrase, qui crée également un parallèle dans leur personnification. Pour toutes les deux, c'est le symbole qui s'impose à elles et non elles qui sont par essence symboliques. Les deux personnages sont écrasés par leur propre représentation, de la même manière que les analogies visant à les allégoriser éclipsent toute description identitaire ou psychologique. Elles sont réduites, malgré elles, à leur symbole.
Selon Paul Mommaers, la fille de cuisine et la Charité sont deux idées qui prennent corps, deux figures symboliques. La fille de cuisine est l’incarnation de sa fonction comme nous l’avons vu plus haut, mais aussi la concrétisation de l’idée de Maternité au sens le plus prosaïque de fonction génératrice propre à la femme et son état correspondant. Quant à la Charité, la vertu est allégorisée sous la forme d’une ménagère donnant et recevant de manière altruiste, puisque la Charité est la vertu de l’amour désintéressé, un lien spirituel et moral (ce qui nous renvoie à nouveau à la fille de cuisine, « personne morale »).
Si c’est d’abord la fille de cuisine qui rappelle la Charité de Giotto à la mémoire du narrateur (« des figures symboliques de Giotto dont M. Swann m’avait donné des photographies, rappellent » ), l’idée d’incarnation de la fille de cuisine est tellement complète, qu’en tant qu’allégorie c’est elle qui en vient à lui faire penser aux Vertus de Giotto (« Et je me rends compte maintenant que ces Vices et Vertus de Padoue lui ressemblaient »). Tout comme dans la syntaxe, le processus est inversé. Grâce à ces procédés d’assimilation qui relèvent leurs ressemblances, il se trouve que finalement, aux yeux du narrateur, c’est la Charité en tant qu’allégorie, qu’incarnation, qui ressemble à la fille de cuisine.

« [...] une pauvre créature maladive, dans un état de grossesse déjà assez avancé [...] la pauvre fille, engraissée par sa grossesse, jusqu'à la figure, jusqu'aux joues qui tombaient droites et carrées, ressemblait en effet assez à ces vierges, fortes et hommasses, matrones plutôt, dans lesquelles les vertus sont personnifiées à l'Arena. »

Le narrateur s'exprime d'une manière très prosaïque à propos de la fille de cuisine, il en vient à désacraliser la maternité. Ce prosaïsme brutal traduit sa réaction spontanée, un compte-rendu direct des impressions remémorées de son enfance. C'est l'analyse postérieure par le narrateur adulte (procédé de va-et-vient entre les deux identités narratives de La Recherche) qui soulève la beauté de l'événement à travers le prisme de l'art. En effet le narrateur parle de la grossesse de la fille de cuisine avec l'isotopie filée de la maladie, comme si cette dernière était porteuse d'un mal plutôt que de la vie. La grossesse serait alors un état maladif et progressif, entraînant le sujet vers la décrépitude (adjectif « engraissée » faisant écho par allitération à la « grossesse »). Et plutôt qu'un don de vie, cet état mènerait à la personnification (« personnifiées » et le paradoxe de l'allusion à des « vierges »), soit à une perte de son humanité. Le contraste s'effectue après le détour par l'œuvre d'art: « le poids de son ventre » que perçoit le regard du narrateur enfant devient une « forme magnifique » quand l'image de la Charité de Giotto est superposée à la fille de cuisine. L'art permet de transcender la réalité.
L'art a également une valeur heuristique : il déclenche une introspection et une réflexion chez le narrateur. C'est pourquoi le narrateur adulte intervient au sein de la narration de son moi enfant en ces termes « Et je me rends compte maintenant », alors même qu'il parle de son passé. L'emploi du présent et la redondance de l'adverbe temporel « maintenant » sont des marqueurs du lien entre les deux « moi » du narrateur. L'art permet de différencier le réel de l'expérience vécue et la réalité objective. L'art peut expliquer et sublimer la perception que le narrateur a du réel.

« Il fallait que ces Vices et Vertus de Padoue eussent en eux bien de la réalité puisqu'ils m'apparaissaient comme aussi vivants que la servante enceinte, et qu'elle-même ne me semblait pas beaucoup moins allégorique. Et peut-être cette non-participation (du moins apparente) de l'âme d'un être à la vertu qui agit par lui a aussi en dehors de sa valeur esthétique une réalité sinon psychologique, au moins, comme on dit, physiognomonique. »

— Marcel Proust, Du côté de chez Swann, p. 147, Folio classique

### Odette et la Zéphora de Botticelli
Dans ce passage, Swann trouve une ressemblance frappante entre Odette et Zéphora (ou Séphora), la fille de Jethro, peinte par Botticelli dans une fresque de la chapelle Sixtine. Encore une fois, c'est l'éclairage stylistique qui révèle ici un lien particulier entre la peinture et le réel, qui peut constituer un autre exemple du mécanisme récurrent d'utilisation, voir d'instrumentalisation des œuvres picturales dans la Recherche, déjà illustré plus haut dans l'étude sur le passage de la fille de cuisine.

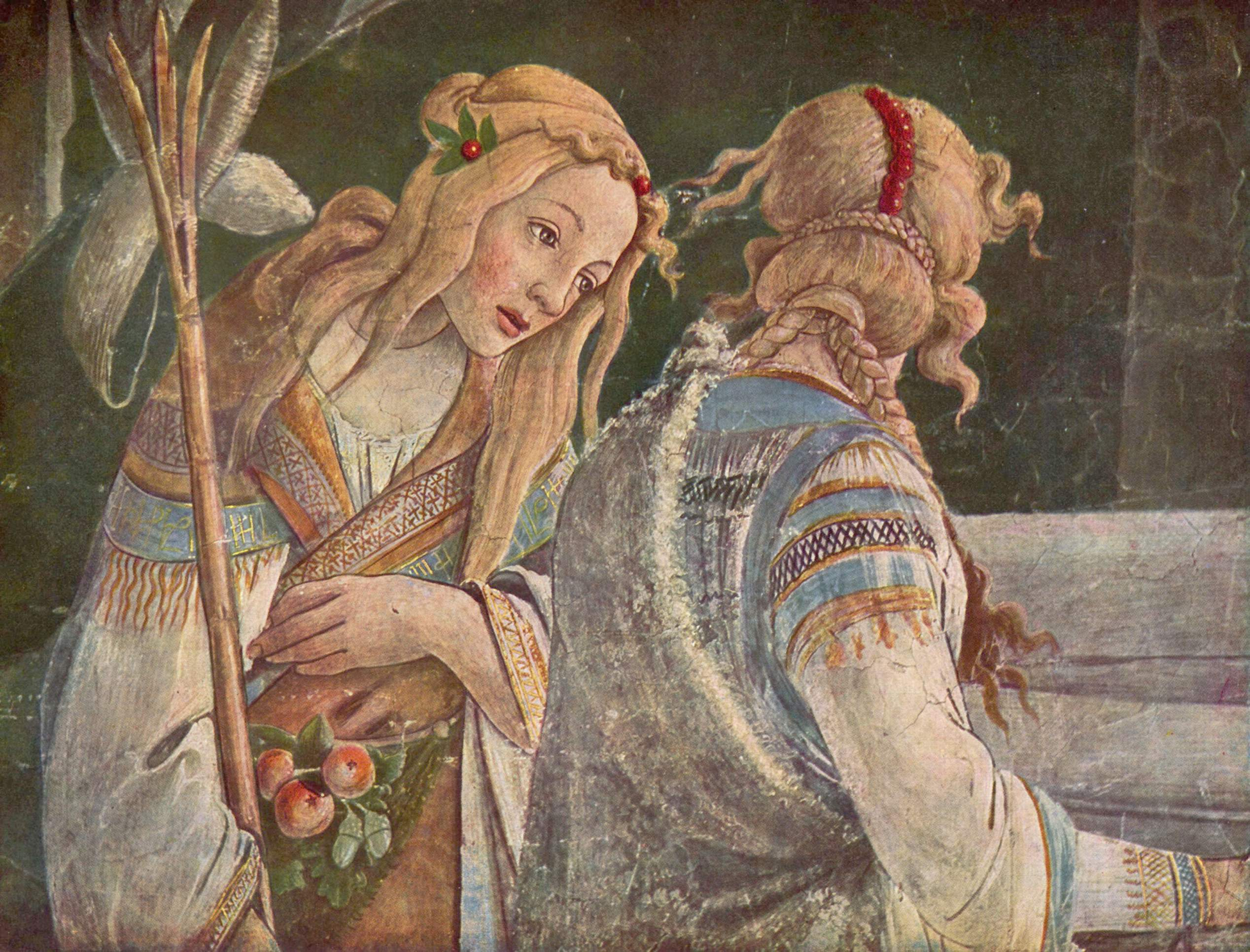
La Jeunesse de Moïse, (Les filles de Jéthro) fresque de la chapelle Sixtine, par Sandro Botticelli (1481-82)

Dès le début du passage, Swann est frappé par la ressemblance d'Odette avec Zéphora : 

« Debout à côté de lui, laissant couler le long de ses joues ses cheveux qu’elle [Odette] avait dénoués, fléchissant une jambe dans une attitude légèrement dansante pour pouvoir se pencher sans fatigue vers la gravure qu’elle regardait, en inclinant la tête, de ses grands yeux, si fatigués et maussades quand elle ne s’animait pas, elle frappa Swann par sa ressemblance avec cette figure de Zéphora, la fille de Jéthro, qu’on voit dans une fresque de la chapelle Sixtine. »

Tout d'abord, on observe que Proust joue avec les temps verbaux. Odette est le sujet de deux verbes au participe présent : « laissant couler » ; « fléchissant une jambe ». Ce mode est surprenant en ce qu'il aurait pu être, plus simplement, remplacé par l'indicatif : « elle laissait couler » et « elle fléchissait une jambe », qui aurait ancré les actions dans un moment présent. Avec ce choix du participe, Proust refuse de marquer le procès des verbes et la succession des actions. Cela a pour effet de construire une image d'Odette figée, qui dépasse le cadre temporel du présent, et la place à un autre niveau de réalité : elle devient une image, un tableau en elle-même. Par ailleurs, le participe relègue la première proposition de la phrase au rang de proposition secondaire, et crée ainsi un effet de suspension qui met la temporalité entre parenthèses. Quand la proposition principale apparaît : « elle frappa Swann » le passé simple ferme la parenthèse et reconnecte avec la valeur temporelle. Cependant, le passé simple (qui indique généralement une action unique et brève) et le choix du verbe « frapper » contribuent à donner l'impression de l'instant T, comme une photographie qui capte un instant précis, justement frappant. Et il se trouve que c'est l'instant où le réel (Odette penchée vers la gravure) et l’œuvre picturale (la figure de Zéphora dans la fresque de Botticelli) entrent en contact, se confondent.
Par ailleurs, le narrateur ne nous indique pas directement les traits objectivement communs entre Odette et Zéphora. Cela dit, il pointe des détails précis de la posture du personnage qui sont perçus par Swann comme des traits ressemblants, par exemple l'inclinaison de la tête.

« Swann avait toujours eu ce goût particulier d'aimer à retrouver dans la peinture des grands maîtres non pas seulement les caractères généraux de la réalité qui nous entoure, mais ce qui semble au contraire le moins susceptible de généralité, les traits individuels des visages que nous connaissons. »

En effet, ce sont ces détails captés par la conscience de Swann qui lient la toile et l'image du réel. Il ne s'agit pas d'une ressemblance objective, que l'on pourrait prouver par des « caractères généraux » mais bien de détails subjectivement perçus qui forment une ressemblance non fondamentale. Plus loin dans le texte, on retrouve cette idée du détail, du fragment, de la partie prenant le pas sur l'ensemble : 

« Un fragment de la fresque apparaissait dans son visage et dans son corps. »

De même, quand la fresque est évoquée, elle l'est par le prisme du regard : « la fille de jethro, qu'on voit dans une fresque de la chapelle Sixtine ». Cela va dans le sens d'un des thèmes de la Recherche : le primat de la subjectivité, du prisme de la conscience, sur la vérité absolue et l'objectivité. Ici, Proust se sert donc de la peinture pour développer ce thème.

« Le plaisir fut plus profond, et devait exercer sur Swann une influence durable, qu'il trouva à ce moment-là dans la ressemblance d’Odette avec la Zéphora de ce Sandro di Mariano auquel on ne donne plus volontiers son surnom populaire de Botticelli depuis que celui-ci évoque au lieu de l’œuvre véritable du peintre l’idée banale et fausse qui s’en est vulgarisée. »

On note que le nom réel du peintre (Sandro di Mariano) est préféré à son « surnom populaire » de Botticelli. Cela tend à créer une certaine intimité entre Swann et le peintre, à personnaliser leur rapport, et à écarter ainsi l'aspect populaire de celui-ci. Il s'agit là de montrer que Swann n'a pas la même vision du peintre que tout le monde. Dans la même proposition, on a les adjectifs « populaire » et « banale », ainsi que le participe passé « vulgarisée » qui vont sémantiquement dans ce sens d'un consensus universel concernant l'artiste italien.
Cette intimité entre la toile et celui qui la voit naît justement de ce regard subjectif, qui opère ici une transfiguration du réel de la situation par l’œuvre picturale. Les deux images fusionnent. On peut dire qu'elles se contiennent l'une l'autre, si on suit Paul Mommaers : « [Image] pour ainsi dire contient, d'une part, ce qui lui vient de la réalité réelle et, d'autre part, ce qu'y dépose la réalité imaginée. »

« Il n'estima plus le visage d'Odette selon la plus ou moins bonne qualité de ses joues et d'après la douceur purement carnée qu'il supposait devoir leur trouver en les touchant avec ses lèvres si jamais il osait l'embrasser, mais comme un écheveau de lignes subtiles et belles que ses regards dévidèrent, poursuivant la courbe de leur enroulement, rejoignant la cadence de la nuque à l'effusion des cheveux et à la flexion des paupières, comme en un portrait d'elle en lequel son type devenait intelligible et clair. »

Après avoir trouvé cette ressemblance, Swann ne voit plus, et ne verra plus Odette de la même façon. Il la voit comme un « écheveau de lignes », comme on voit un tableau, en fait, une construction dessinée, « comme en un portrait d'elle en lequel son type devenait intelligible et clair ». La comparaison, passant ici par « comme », entre Odette et un portrait d'elle-même lie l'Odette réelle à son image peinte, et cette image paraît la résumer en un « type » qui semble la représenter mieux qu'elle-même, qui lui donne un sens « intelligible », comme si cette transfiguration la faisait enfin apparaître telle qu'elle est aux yeux de Swann, comme si l'intrusion de la peinture dans le réel révélait une vérité jusque-là sous-jacente.

« Il la regardait ; un fragment de la fresque apparaissait dans son visage et dans son corps, que dès lors il chercha toujours à y retrouver, soit qu'il fût auprès d'Odette, soit qu'il pensa seulement à elle, et bien qu'il ne tint sans doute au chef-d’œuvre florentin que parce qu'il le retrouvait en elle, pourtant cette ressemblance lui conférait à elle aussi une beauté, la rendait plus précieuse. »

Le narrateur ne perd d'ailleurs jamais le regard de son personnage, comme l'indique le « il la regardait » en proposition indépendante, appuyée par sa position en début de paragraphe et séparée du reste de la phrase par un point virgule. Ainsi sa vision d'Odette est modifiée par la toile. Mais sa vision de la toile est aussi modifiée par l'image d'Odette : « bien qu'il ne tint sans doute au chef-d’œuvre florentin que parce qu'il le retrouvait en elle, pourtant cette ressemblance lui conférait à elle aussi une beauté, la rendait plus précieuse. »

« Il plaça sur la table de travail, comme une photographie d'Odette, une reproduction de la fille de Jethro. Il admirait les grands yeux, le délicat visage qui laissait deviner la peau imparfaite, les boucles merveilleuses des cheveux le long des joues fatiguées, et adaptant ce qu'il trouvait beau jusque-là d'une façon esthétique à l'idée d'une femme vivante, il le transformait en mérites physiques qu'il se félicitait de trouver réunis dans un être qu'il pourrait posséder. »

De même ici : la beauté esthétique de celle-ci est « adaptée » à la beauté d'une femme vivante. C'est donc aussi la toile qui est transfigurée par le réel. On remarque alors un va et vient entre Zéphora et Odette, entre l'image peinte et l'image réelle, l'idéal et le charnel. Le regard de Swann passe de l'un à l'autre et les deux se trouvent enrichis. Car c'est bien lui qui opère ce mécanisme de correspondance entre les deux images, comme l'indique la proposition suivante : « il le [ce qu'il trouvait beau dans la toile] transformait en mérites physiques qu'il se félicitait de trouver réunis dans un être qu'il pourrait posséder. » Il ne constate pas les ressemblances, il les trouve, et s'en félicite justement comme on se félicite d'une trouvaille, d'un travail personnel et réussi. De plus c'est bien Swann, par le pronom personnel « il », qui est le sujet du verbe « transformer ». C'est donc bien Swann qui opère ce processus.

« Cette vague sympathie qui nous porte vers un chef-d’œuvre que nous regardons, maintenant qu’il connaissait l’original charnel de la fille de Jéthro, elle devenait un désir qui suppléa désormais à celui que le corps d’Odette ne lui avait pas d’abord inspiré. Quand il avait regardé longtemps ce Botticelli, il pensait à son Botticelli à lui qu’il trouvait plus beau encore et approchant de lui la photographie de Zéphora, il croyait serrer Odette contre son cœur. »

De la même façon, dans cette séquence, la notion de regard est au premier plan. Ainsi elle apparaît en CDN du nom « chef-d’œuvre » : « un chef-d’œuvre que nous regardons ». Ce complément n'est pas nécessaire à la phrase, ni syntaxiquement ni sémantiquement. Pourtant le narrateur semble se sentir obligé de rattacher la notion d’œuvre à celle de regard, comme si elles étaient indissociables. L'art apparaît donc en effet comme un médiateur de notre regard. À noter que le rôle que joue Botticelli pour Swann semble, dans le même processus, être assumé par Titien pour le narrateur dans d'autres passages.
Pour finir, on peut s'attarder sur la succession de verbes dans ce dernier paragraphe, qui illustre parfaitement le processus du regard et la fusion de la toile et de l'image réelle :
- il avait regardé (ce Botticelli)
- il pensait (à son Botticelli)
- il [le] trouvait...
- approchant de lui (la figure de Zéphora)
- il croyait (serrer Odette).

D'abord, on a une image qui est regardée. Le verbe est ici au plus-que-parfait, ce qui indique une antériorité par rapport au présent de la narration. Puis l'image est pensée, c'est là qu'elle traverse le prisme de la conscience du personnage. Cette image se trouve alors enrichie du jugement personnel du regardant, comme le montre le choix du verbe « trouver », qui revient d'ailleurs plusieurs fois dans notre extrait et marque, encore une fois, la subjectivité. Enfin, Swann approche de lui la photographie de Zéphora. On retrouve le participe présent, qui est ici utilisé pour signaler la simultanéité de l'action avec celle du verbe suivant « croyait serrer Odette contre son cœur ». Il approche la photographie de son visage, et dans le même temps c'est le visage d'Odette qui s'approche : la fusion est complète. L’œuvre picturale est définitivement reliée à l'image réelle d'Odette.

### L'exemple du Port de Carquethuit
On retrouve ce même processus dans d'autres passages du livre, comme dans celui du port de Carquethuit, où le narrateur rend visite à Elstir, dans son atelier. Dans le tableau qu'il voit, il note que la mer et la terre se mélangent, « supprim[ent] entre elles toute démarcation". Immédiatement, le narrateur lie cette vision du tableau à une impression réellement vécue :

« Il m'était arrivé, grâce à un effet de soleil, de prendre une partie plus sombre de la mer pour une côte éloignée, ou de regarder avec joie une zone bleue et fluide sans savoir si elle appartenait à la mer ou au ciel. »

Ici, ce n'est pas le réel qui est lié à un tableau, mais un tableau qui est lié au réel. D'un point de vue esthétique, il semble alors presque impossible d'avoir une perception objective des toiles, fondamentalement filtrées par la conscience : « si jamais la perception pure, prétendue objective, existe, elle n'est pas en tout cas le fait du narrateur qui s'approche du monde extérieur en étant rempli de désirs et de rêves. ». Et c'est aussi le cas pour tous les personnages du livre. Preuve que les œuvres picturales sont utilisées dans un constant va et vient avec le monde extérieur. Ces œuvres sont à la fois génératrices et réceptacles, de souvenirs notamment. Elles ont une action cruciale sur le réel, ainsi que le réel a une action cruciale sur les toiles.
Finalement, on peut dire que Proust assoit ici, à l'aide de la peinture, sa préférence pour la subjectivité, les spécificités des consciences, et il nous livre quelques bijoux intimes qu'elles sont capables de révéler. Par tout ce dispositif, il montre aussi l'utilité de l'art pictural, illustre son impact concret sur nos vies. On sent là une vision presque fonctionnelle de l'art, directement utile, utilisé, comme l'auteur les utilise dans sa matière fictionnelle.

## Autres maîtres italiens
Gentile Bellini

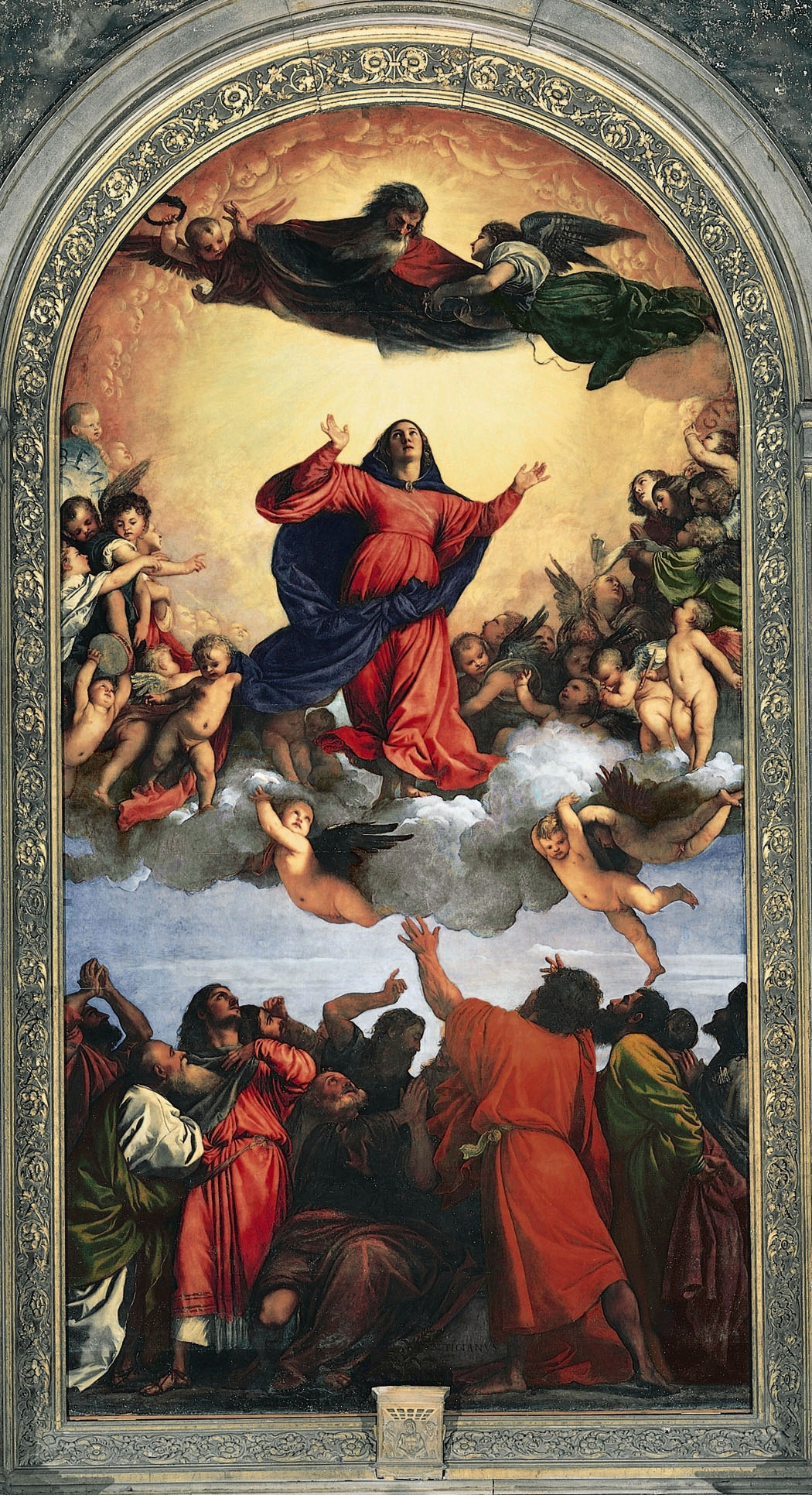
LAssomption de la Vierge, Titien 1516-1518 Basilique Santa Maria Gloriosa dei Frari

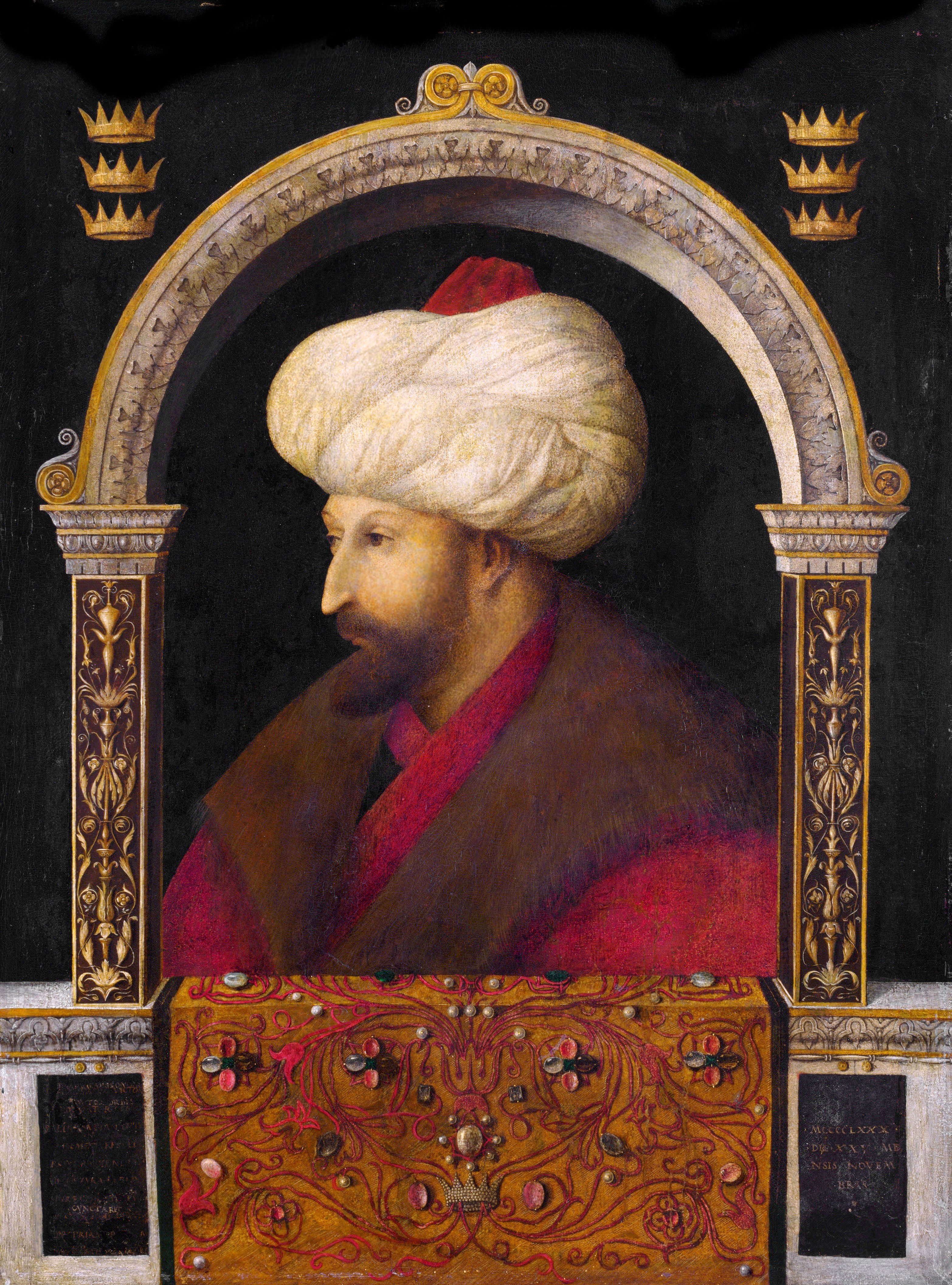
Portrait de Mehmed II, Gentile Bellini, 1480

«Qui donc vous a indiqué ses ouvrages [sous entendu de Bergotte] ? Je lui dit que c'était Bloch.- Ah! oui, ce garçon que j'ai vu une fois ici , qui ressemble tellement au portrait de Mahomet II par Bellini. Oh ! c'est frappant, il a les mêmes sourcils circonflexes, le même nez recourbé, les mêmes pommettes saillantes [...] Et Swann sentait bien près de son cœur ce Mahomet II dont il aimait le portrait par Bellini et qui, ayant senti qu'il était devenu fou amoureux d'une de ses femmes, la poignarda, afin dit naïvement son biographe vénitien, de retrouver sa liberté d'esprit (Marcel Proust),.
 
Titien
« La Berma dans «  Andromaque », dans  « Les Caprices de Marianne », dans «  Phèdre », c'étaient des choses fameuses que mon imagination avait tant désirées. J'aurais le même ravissement que le jour où une gondole m'emmènerait au pied du Titien des Frari ou des Carpaccio de San Giorgio dei Schiavoni, si jamais j'entendais réciter par la Berma les vers :
« On dit qu'un prompt départ vous éloigne de nous, »
Seigneur, etc;( Marcel Proust),.